# Mała Sucha Czuba Kondracka
Mała Sucha Czuba, dla odróżnienia od innych nazywana Małą Suchą Czubą Kondracką – wznosząca się na wysokość 1832 m turnia w grupie trzech Suchych Czub w Tatrach Zachodnich, najbardziej spośród nich wysunięta na zachód. Znajduje się w grani głównej Tatr Zachodnich, pomiędzy Suchym Wierchem Kondrackim (1895 m), od którego oddzielona jest przełęczą Gładki Przechód (1799 m), a Pośrednią Suchą Czubą (1844 m), od której oddziela ją przełęcz Skryte Wrótka (1802 m). Pomiędzy Małą Suchą Czubą a Gładkim Przechodem są jeszcze trzy nienazwane turniczki (1819 m, 1815 m, 1813 m).
Zbudowana jest ze skał granitowych. Od północnej strony opada ścianą o wysokości ok. 130 m do polskiej, wysoko położonej Doliny Suchej Kondrackiej. Po raz pierwszy ścianę tę przeszedł 3 września 1983 Wacław Leśniak, zimą Piotr Czyszczoń i Stanisław Bobak w lutym 2001 r. Najłatwiej wejść można na jej szczyt od Gładkiego Przechodu, znakowany szlak turystyczny jednak omija jej skalisty i urwisty wierzchołek, prowadząc południowymi stokami, około 30 m poniżej wierzchołka. Stoki te opadają do Doliny Cichej i są mniej strome, niż północne ściany, jednak dno Doliny Cichej położone jest znacznie niżej i ze stoków tych zimą schodzą duże lawiny. Poniżej Małej Suchej Czuby znajduje się jedna z odnóg Wielkiego Kondrackiego Żlebu, który zbiera śnieg lawinowy ze stoków od Suchego Wierchu Kondrackiego po Wysoką Suchą Czubę.

## Szlaki turystyczne
– odcinek czerwonego szlaku z Kasprowego Wierchu granią główną Tatr przez Goryczkową Czubę i Suche Czuby do Przełęczy pod Kopą Kondracką. Czas przejścia: 1:40 h, z powrotem 1:20 h

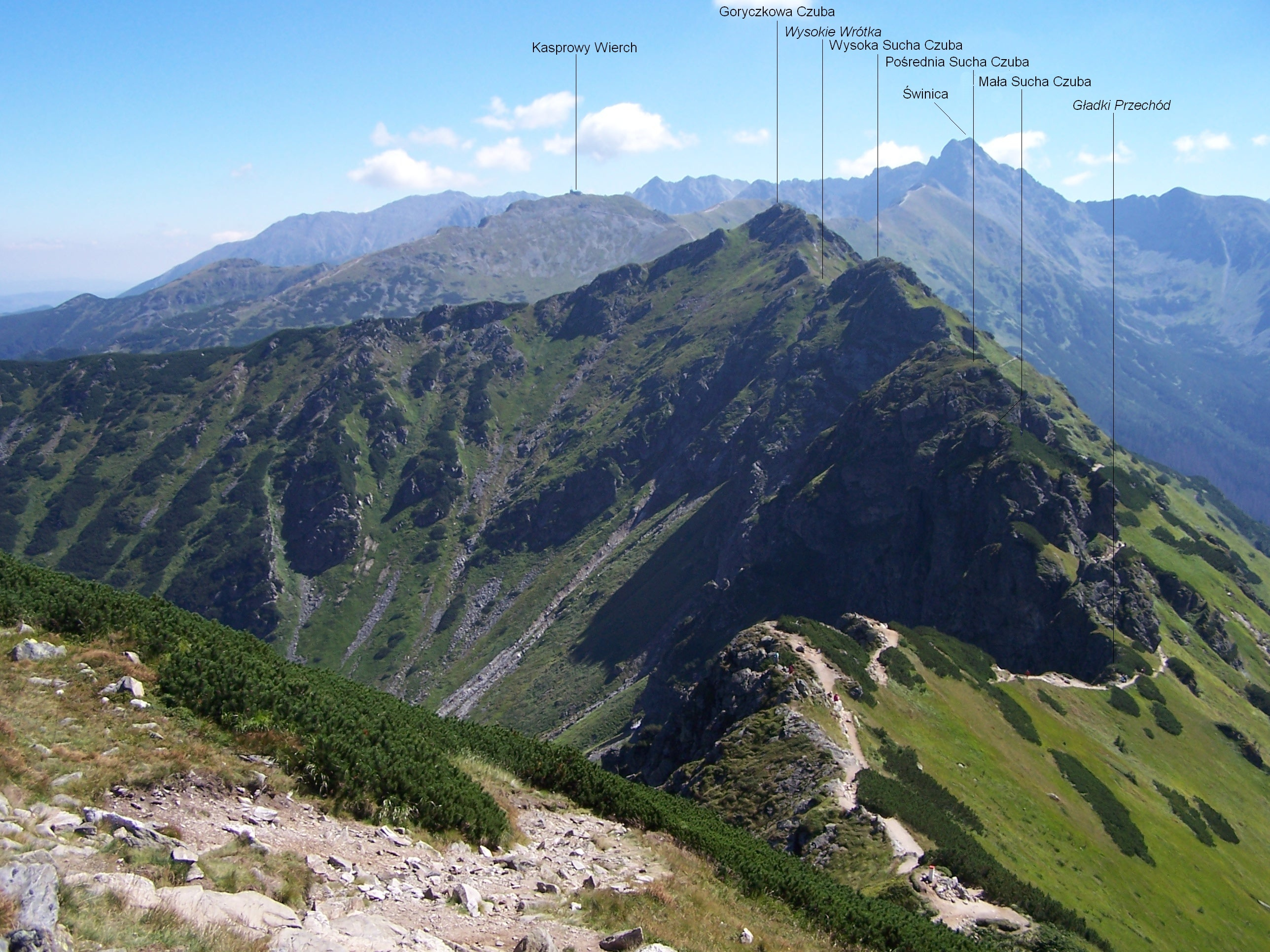
Widok z Suchego Wierchu Kondrackiego